# Stafford L. Warren
Stafford Leak Warren (19 juillet 1896 - 26 juillet 1981) est un radiologue, professeur américain et pionnier de la médecine nucléaire. Il est surtout connu pour son invention de la mammographie en 1930, une technique de création d'images stéréoscopiques des seins à l'aide de rayons X. Pendant la Seconde Guerre mondiale, il fut responsable de la santé des personnels travaillant au Projet Manhattan.

## Biographie
Né à Maxwell, dans le Nouveau-Mexique, Stafford Leak Warren s'inscrit en 1914 à l'université de Californie à Berkeley. Il y obtient sa licence en 1918 et poursuit son cursus en médecine dans l'université de Californie à San Francisco,.
Alors qu'il est encore étudiant en médecine, en mai 1920, il épouse Viola Lockhart, sa camarade de classe et future maître de conférence en histoire de la médecine à l'université de Californie à Los Angeles (UCLA), avec qui il aura deux fils et une fille. Deux ans plus tard, il obtient son doctorat en médecine et complète son post-doc à la faculté de médecine Johns Hopkins à Baltimore dans l'Etat du Maryland, et à l'université Harvard à Cambridge dans l'Etat du Massachusetts,.
Dans les années 1920, il effectue également un voyage en Europe avec sa femme où il rencontra des pionniers de la médecine nucléaire, notamment Marie Curie.
Il débute ensuite sa carrière en radiologie à la faculté de médecine de Rochester, dans l'Etat de New York. Il devient professeur assistant en radiologie dans cette même faculté en 1926. Pendant cette période, il se met à étudier les effets des radiations sur les chiens et leur moëlle osseuse, et aux effets de la fièvre induite et son application dans la gonorrhée. C'est également pendant ces années à Rochester qu'il développe la mammographie pour diagnostiquer les cancers du sein, et publie un papier sur le sujet en 1930. Cependant, il n'est pas le premier à avoir utilisé les rayons X à ces fins, Salomon Albert avait déjà étudié cet outil pour identifier les formes et stades de cancers du sein dès 1913, en Allemagne.
Au début de l'année 1943, il est nommé colonel dans le corps médical de l'armée américaine et chef de la section médicale du Projet Manhattan, lancé deux ans plus tôt. Il déménage alors avec sa femme sur le site d'Oak Ridge en juin. Leslie Richard Groves, le directeur du projet, demanda à Warren d'étudier les radiations pour identifier d'éventuels problèmes de sécurité et de santé (convaincu de ce besoin après la mort d'une femme ayant passé la première guerre mondiale à peindre des cadrans au radium). Pour cela, Warren s'associe à Hymer Friedell, qui travaillait alors dans le siège du projet à New York City,.

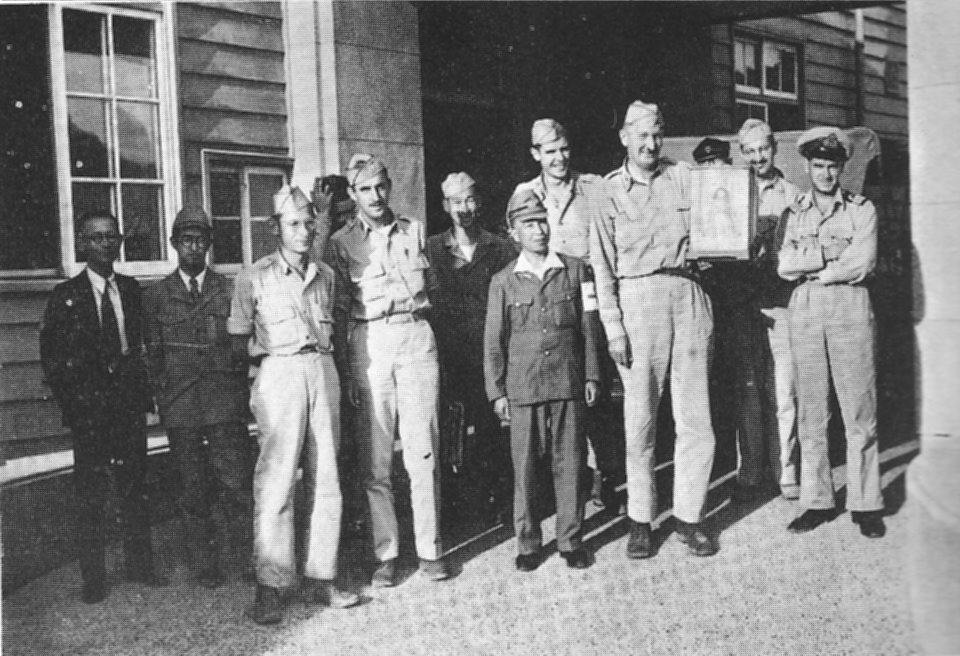
Equipe de surveillance du projet Manhattan à Nagasaki, octobre 1945. Warren tient la poupée donnée par l'équipe médicale japonaise commandant l'unité.

En juillet 1945, il dirige au Nouveau-Mexique, avec Hempelmann et le capitaine James Nolan, les sections médicale et sécurité du premier essai nucléaire, nommé Trinity,  afin d'évaluer les dommages causés par celui-ci. Il participe à la préparation et est témoin du 100-Ton Shot, précédant Trinity,.
Au mois de septembre 1945, après la fin de la guerre, Warren se rend à Hiroshima puis Nagasaki pour enquêter sur les effets de ces bombes. Au Japon, il travaille étroitement avec Ashley Oughterson, une chirurgienne de l'équipe du général Douglas MacArthur.
Après son départ de l'UCLA, il devient consultant pour le service de Santé Publique américaine, et conseiller des présidents américains Kennedy et Johnson sur le handicap mental. Sa femme décède en 1968, et deux ans plus tard, il épouse Gertrude Turner Huberty. En 1971, il reçoit le prestigieux Prix Enrico Fermi du département de l'énergie.
Warren décède en 1981 à l'âge de 85 ans à Los Angeles.